# Mansfield Park (filme)
Mansfield Park é um filme britânico de 1999 do gênero comédia, drama e romance, dirigido e escrito por Patricia Rozema, inspirado no romance homônimo de Jane Austen.
A maior parte do filme foi rodado no Kirby Hall, em Northamptonshire.